# Acide 12-hydroxyeicosatétraénoïque
Pour les articles homonymes, voir Acide hydroxyeicosatétraénoïque.
L’acide 12-hydroxyeicosatétraénoïque (12-HETE) est un eicosanoïde dérivé de l'acide arachidonique sous l'action de l'arachidonate 12-lipoxygénase. C'est un ligand très sélectif utilisé pour marquer les récepteurs aux opiacés mu.